# Dyschlorodes bicolor
Dyschlorodes bicolor är en fjärilsart som beskrevs av Pierre E.L. Viette 1971. Dyschlorodes bicolor ingår i släktet Dyschlorodes och familjen mätare. Inga underarter finns listade i Catalogue of Life.